# Matthew Gilmore
Matthew Gilmore (* 11. September 1972 in Gent) ist ein belgischer-australischer-Radsporttrainer, der als Radrennfahrer hauptsächlich auf der Bahn und bei Sechstagerennen aktiv war.

## Sportliche Laufbahn
1993 wurde Matthew Gilmore australischer Meister im Zweier-Mannschaftsfahren, gemeinsam mit Danny Clark. 1997 gewann er gemeinsam mit dem 14 Jahre älteren Etienne De Wilde sein erstes Sechstagerennen in seiner Geburtsstadt Gent. Der australische Verband wollte Gilmore für das Australian Institute of Sport gewinnen. Da er es vorzog, die lukrativen Sechstagerennen in Europa zu bestreiten, entschied er sich 1998, für den belgischen Verband zu starten. Ein weiterer Grund war, dass er sich nicht unter die Fittiche des australischen Nationaltrainers Charlie Walsh begeben wollte und deshalb regelmäßig für internationale Wettbewerbe nicht nominiert wurde.
Im selben Jahr holte Gilmore gemeinsam mit De Wilde die Goldmedaille im Zweier-Mannschaftsfahren bei den Bahn-Radweltmeisterschaften in Bordeaux. Zwei Jahre danach errang Gilmore mit Silber im Punktefahren seine erste Einzelmedaille bei einer Bahn-WM. Bei den Olympischen Spielen in Sydney gewann er mit De Wilde die Silbermedaille im Madison. Die beiden konnten sich auch den Titel des Europameisters sichern, welchen sie im folgenden Jahr verteidigten; anschließend trat De Wilde vom aktiven Radsport zurück. Insgesamt bestritt Gilmore im Laufe seiner Karriere 107 Sechstagerennen.
Von 2004 an bestritt Gilmore die Sechstagerennen häufig mit Scott McGrory und Iljo Keisse, der ebenfalls aus Gent stammt. 2003 gewann er das Sechstagerennen von Gent mit Bradley Wiggins. Bei den Weltmeisterschaften 2005 wurde er mit Keisse Dritter im Madison; Gilmore im Scratch ebenso Dritter. In der Saison 2005/2006 gewannen sie drei Sechstagerennen sowie bei den Europameisterschaften; insgesamt siegte Gilmore bei 18 Sechstagerennen, die meisten davon gemeinsam mit Scott McGrory. Zuletzt stand Gilmore bei dem belgischen Professional Continental Team Chocolade Jacques unter Vertrag. Bei einem Rennen in Ninove brach er sich im Juli 2006 die Kniescheibe.

## Berufliches
Aufgrund seiner Verletzung im Jahr 2006 musste Gilmore seine sportliche Karriere aufgeben und arbeitete zunächst als Co-Trainer des australischen Nationalteams. Seit 2013 ist er Cheftrainer am Tasmanian Institute of Sport.

## Familie
Matthew Gilmore ist ein Sohn des ehemaligen australischen Radsportlers Graeme Gilmore und ein Neffe des Radrennfahrers Tom Simpson. Da sein Vater ab Mitte der 1960er Jahre viele Sechstagerennen in Europa bestritt, lebte er mit seiner Frau in Gent, weshalb Matthew Gilmore dort geboren und aufgewachsen ist, bis er sieben Jahre alt war. Gilmores Sohn Zack errang 2018 bei den Ozeanienmeisterschaften die Silbermedaille in der Mannschaftsverfolgung, nachdem er von Lymphdrüsenkrebs genesen war.

## Erfolge

### Bahn
1990
- Junioren-Weltmeisterschaft – Mannschaftsverfolgung (mit Stuart O’Grady, Damian McDonald und Tim O’Shannessey)

1993
- Australischer Meister – Zweier-Mannschaftsfahren (mit Danny Clark)

1998
- Weltmeister – Zweier-Mannschaftsfahren (mit Etienne De Wilde)
- Europameister – Zweier-Mannschaftsfahren (mit Etienne De Wilde)

2001
- Europameister – Zweier-Mannschaftsfahren (mit Etienne De Wilde)

2002
- Europameister – Derny-Rennen (hinter Joop Zijlaard)

2005
- Weltmeisterschaft – Scratch, Zweier-Mannschaftsfahren (mit Iljo Keisse)

### Straße
1994
- eine Etappe Bay Cycling Classic

## Sechstage-Siege
| Nr. | Jahr | Ort                | Gemeinsam mit     |
| --- | ---- | ------------------ | ----------------- |
| 1   | 1997 | Gent               | Etienne De Wilde  |
| 2   | 2000 | Gent               | Silvio Martinello |
| 3   | 2001 | Mexiko             | Scott McGrory     |
| 4   | 2001 | Amsterdam          | Scott McGrory     |
| 5   | 2001 | Bremen             | Scott McGrory     |
| 6   | 2001 | Gent               | Scott McGrory     |
| 7   | 2001 | Zürich             | Scott McGrory     |
| 8   | 2001 | Aguascalientes     | Scott McGrory     |
| 9   | 2002 | München            | Scott McGrory     |
| 10  | 2002 | Kopenhagen         | Scott McGrory     |
| 11  | 2002 | Fiorenzuola d’Arda | Scott McGrory     |
| 12  | 2003 | Stuttgart          | Scott McGrory     |
| 13  | 2003 | Gent               | Bradley Wiggins   |
| 14  | 2004 | München            | Scott McGrory     |
| 15  | 2005 | Fiorenzuola d’Arda | Iljo Keisse       |
| 16  | 2005 | Grenoble           | Iljo Keisse       |
| 17  | 2005 | Gent               | Iljo Keisse       |
| 18  | 2006 | Hasselt            | Iljo Keisse       |